# Draak (astrologie)
De draak is het vijfde dier in de twaalfjaarlijkse cyclus van de Chinese dierenriem volgens de Chinese kalender.
Karaktereigenschappen: trots en levendig, enthousiast, onweerstaanbaar, geestdriftig, succesvol, krachtig, extravert, inspirerend en voelt zich uitverkoren.
Ze zijn geboren, net als de slang, onder het teken van geluk. De draak is in China ook het teken van de keizer en is bij ouders die een kind willen bijzonder populair. In de jaren van de Draak is er steeds een merkbare toename van geboorten omdat ouders het gunstig vinden om een kind onder dit teken geboren te laten worden.

## Jaar van de draak
Onderstaande jaren zijn jaren die in het teken van de draak staan. Let op: de Chinese maankalender loopt niet gelijk met de gregoriaanse kalender – het Chinees Nieuwjaar valt in januari of februari. Voor de jaren volgens de gregoriaanse kalender moet daarom bij onderstaande jaartallen 1 worden opgeteld.
- 1808 – 1820 – 1832 – 1844 – 1856 – 1868 – 1880 – 1892 – 1904 – 1916 – 1928 – 1940 – 1952 – 1964 – 1976 – 1988 – 2000 – 2012 - 2024 - 2036 - 2048

## Traditionele drakenkenmerken
| Rang dierenriem     | 5e              |
| Uren                | 07.00-09.00 uur |
| Windrichting        | Oostzuidoost    |
| Seizoen en maand    | Lente, april    |
| Element             | Hout            |
| Stem                | Positief        |
| Maan dagen          | 5 april – 4 mei |
| Geboortesteen       | Diamant         |
| Kleuren             | Geel, Goud      |
| Westerse dierenriem | Stier           |
| Polariteit          | Yang            |